# سیارک ۷۰۷۴۵
سیارک ۷۰۷۴۵ (به انگلیسی: 70745 Aleserpieri، نامگذاری:1999VZ20) هفتاد هزار و هفتصد و چهل و پنجمین سیارک کشف شده‌است که در ۹ نوامبر ۱۹۹۹ کشف شد.